# Сервранкс, Йосеф Урбен
Урбен Йосеф Сервранкс (нидерл. Urbain Joseph Servranckx; род. 7 июня 1949, в Дилбеке) — комик, артист кабаре, певец, гитарист, автор комиксов и актёр. В Бельгии и Нидерландах он также известен под творческим псевдонимом Урбанус (нидерл. Urbanus) или Урбанус Ван Анус (нидерл. Urbanus van Anus). Во Фландрии он известен как среди детей, так и среди старшего поколения.

## Биография
Карьера Урбануса началась в семидесятых годах, когда он начал выступать в бельгийских залах как Урбанус Ван Анус. Под этим именем он также выпустил свою первую долгоиграющую пластинку в 1974 году, Urbanus van Anus Leevend. Он имел успех в бельгийских театрах и поэтому получил предложение сочинить песню для телепрограммы Zorg dat je d’er bij komt. После этого его также узнали в Нидерландах, и с 1975 года он выступал уже и в голландских театрах. В конце концов он изменил свое имя на Урбанус вместо Урбанус Ван Анус.

## Песни
Урбанус написал такие известные песни как «Bakske vol met stro», «Madammen met een bontjas» и «Hittentit». В 1979 году появилась песня «Bakske vol met stro», 150 000 экземпляров которой были проданы. В «Bakske vol met stro» речь идет о Рождестве и о рождении Христа. Так как эта песня была пародией на рождение Христа, Церковь сильно критиковала её, зато публика наоборот очень любила. Урбанус написал «Madammen met een bontjas» в 1980 году, как протест против женщин, которые носят меховую шубу. «Hittentit» была написанa Урбанусом в 1982 году и имела небольшой успех во Фландрии. Для этой песни Урбанус работал вместе с Жаном Блоте (Jean Blaute), а Эверт Верхес (Evert Verhees) был продюсером. В этой абсурдной песне речь идет о вымышленном народе Hittentieten (аллюзия не хеттов), при этом песня в основном строится на игре слов.

## Фильмы
Урбанус сыграл главные роли в таких фильмах как «Гектор» и «Коко Фланель». Эти фильмы имели большой успех во фламандских кинотеатрах.
«Гектор» был первым фильмом Урбануса и вышел на экраны в октябре 1987 года. В фильме речь идет о сироте, который живёт вместе с дядей и тетей, у которых есть булочная. Урбанус и Стейн Конинкс (Stijn Coninx) написали сценарий фильма. Они также работали вместе над фильмом «Коко Фланель». Этот фильм имел больший успех чем «Гектор». В фильме «Коко Фланель» Урбанус играет главную роль Пласида, который влюбился в Сару, но у него есть конкуренция.
В 1993 году Урбанус сыграл главную роль в фильме "Седьмое Небо (De Zevende Hemel), как Самуил Блуменстин. Сценарий был написан Ян-Полом Лилиенфельдом (Jean-Paul Lilienfeld). Фильм был переведен на голландский и французский языки. В фильме речь идет о Самуиле, который не может найти работу, из-за чего жена хочет развода. Поэтому он решает покончить жизнь самоубийством. Соседка Самуила тоже хочет покончить жизнь самоубийством, и Самуил делает попытку её спасти.
В 2005 году Урбанус сыграл главную роль в сериале Urbain. В этом сериале речь идет о фиктивной жизни Урбануса. Сериал показывали по телевидению во Фландрии и в Голландии. Всего было 7 серий и каждая серия длилась 30 минут.

## Комиксы
Урбанус также известен благодаря его комиксам, «Приключения Урбануса» (нидерл. De avonturen van Urnabus) которые он сам написал и нарисовал, например Urbanus, De Geverniste Vernepelingskes и Plankgas en Plastronneke. Урбанус создает комиксы совместно с Вилли Линтхаутом (Willy Linthout). Они вместе пишут сценарий, а рисунки создает Вилли Линтхаут. В комиксе речь идет о приключениях Урбануса и о его родителях — Цезаря (Cesar) и Эфрази (Eufrazie). Урбанус в комиксах — ребенок неопределённого возраста. Он ходит в школу, но при этом у него растет борода. Более того, в некоторых комиксах упоминается, что у уже есть дети Урабниетта (Urnabiëtte, девочка) и Урбумба (Urbumba, мальчик). У Урбануса есть домашние животные, похожее на собаку существо хиттентит по имени Набуко Доносор (Nabuko Donosor) и муха Амеде (Amedee) (оба — говорящие). Все рассказы происходят в Толлембеке (Tollembeek), где живёт Урбанус . Сценарии очень абсурдные, в комиксе используется фламандский диалект. Главным героем комикса является сам Урбанус. Было издано более 120 таких комиксов. В комиксах De Geverniste Vernepelingskes Урбанус высмеивал известных бельгийских артистов. Для этого комикса Урбанус работал вместе с Яном Босхартом (Jan Bosschaert), который нарисовал комикс. Они смеются над фламандцами в разных контекстах, в том числе и в сексуальном. В комиксах широко используется туалетный юмор. Plankgas en Plastronneke — комикс для детей с 8 до 12 лет. Для этого комикса Урбанус написал сценарий и Дирк Сталларт (Dirk Stallaert) был художником. Герои Plankgas en Plastronneke — двое двенадцатилетних детей. У Plankgas есть протез и красная челка и Plastronneke всегда носит красный галстук и у него астма. Вместе они попадают в различные истории.

## Мультфильм
В 2019 году вышел полнометражный мультипликационный фильм «Урбанус — мусорный герой» (нидерл. Urnabus - de Vuilnisheld), основанный на комиксах.

## Разное
- Можно описывать юмор Урбануса как абсурдный, иногда вульгарный и популистский.
- На улице Герно (Hernestraat) находится бронзовая статуя Урбануса, открытая 8 апреля 2000 года. Конрад Тинел (Koenraad Tinel) из Воллезеля (Vollezele) — скульптор статуи и друг Урбануса.
- В октябре 2009 года было объявлено, что он будет участвовать в телепрограмме «самый умный человек» (De Slimste Mens), где он будет заменять профессора Рика Торфса (Rik Torfs), но в конце концов он решил не участвовать в этой программе.
- В 2016 году Урбанус работает для телевидения и участвует в разных телепрограммах. В 2010 году он сделал передачу о разных героях комиксов[4] как Mieleke, Melleke, Mol для детского канала vtmKzoom.